# Primera División de Reunión 2020
La Primera División de Reunión 2020 fue la 71.ª edición de la Primera División de Reunión. El campeón defensor fue el JS Saint-Pierroise.

## Formato
Participan 14 equipos juegan entre sí mediante sistema de todos contra todos 2 veces totalizando 26 partidos cada uno; al término de la temporada el equipo con más puntos será campeón y en caso de requisitos establecidos se clasificará a la Liga de Campeones de la CAF 2021-22, mientras que los dos últimos clasificados descenderán la Segunda División de Reunión 2021, además el antepenúltimo jugará el play-off de relegación contra el tercer lugar de la Segunda División.

## Equipos participantes
| Pos.     | Equipo               |
| -------- | -------------------- |
| 1        | JS Saint-Pierroise   |
| 2        | US Sainte-Marienne   |
| 3        | Saint-Denis FC       |
| 4        | AS Excelsior         |
| 5        | La Tamponnaise       |
| 6        | SS Jeanne d'Arc      |
| 7        | Trois Bassins FC     |
| 8        | AS Capricorne        |
| 9        | Saint-Pauloise FC    |
| 10       | AF Saint-Louisien    |
| 11       | Saint Denis École FA |
| 12       | AS Marsouins         |
| 1.A (SD) | AS Bretagne          |
| 1.B (SD) | JS Piton Saint-Leu   |

### Ascensos y descensos
| Pos. | Ascendidos de Segunda División 2019 |
| ---- | ----------------------------------- |
| 1.A  | AS Bretagne                         |
| 1.B  | JS Piton Saint-Leu                  |

| Pos. | Descendidos de Primera División 2019 |
| ---- | ------------------------------------ |
| 13   | AS Sainte-Suzanne                    |
| 14   | SS Saint-Louisienne                  |

## Tabla de posiciones
Actualizado el 14 de diciembre de 2020
| Pos. | Equipo               | PJ | PG | PE | PP | GF | GC | DG  | Pts. | Clasificado a |
| ---- | -------------------- | -- | -- | -- | -- | -- | -- | --- | ---- | ------------- |
| 1    | AS Excelsior         | 12 | 9  | 1  | 2  | 29 | 7  | +22 | 40   |               |
| 2    | Saint-Denis FC       | 13 | 8  | 3  | 2  | 32 | 16 | +16 | 40   |               |
| 3    | JS Saint-Pierroise   | 12 | 7  | 4  | 1  | 18 | 5  | +13 | 37   |               |
| 4    | SS Jeanne d'Arc      | 13 | 6  | 5  | 2  | 21 | 12 | +9  | 36   |               |
| 5    | US Sainte-Marienne   | 13 | 7  | 2  | 4  | 17 | 20 | -3  | 36   |               |
| 6    | AS Capricorne        | 13 | 6  | 2  | 5  | 14 | 11 | +3  | 33   |               |
| 7    | Trois Bassins FC     | 13 | 6  | 2  | 5  | 15 | 14 | +1  | 33   |               |
| 8    | La Tamponnaise       | 13 | 3  | 8  | 2  | 14 | 10 | +4  | 30   |               |
| 9    | AS Bretagne          | 13 | 5  | 1  | 7  | 10 | 16 | -6  | 29   |               |
| 10   | AS Marsouins         | 13 | 4  | 2  | 7  | 13 | 18 | -5  | 27   |               |
| 11   | AF Saint-Louisien    | 13 | 4  | 2  | 7  | 11 | 20 | -9  | 27   |               |
| 12   | JS Piton Saint-Leu   | 13 | 2  | 3  | 8  | 7  | 16 | -9  | 22   |               |
| 13   | Saint Denis École FA | 13 | 1  | 4  | 8  | 2  | 16 | -14 | 20   |               |
| 14   | Saint-Pauloise FC    | 13 | 2  | 1  | 10 | 8  | 29 | -21 | 20   |               |